# Andreas Bruce
Ferdinand Andreas Edvard Bruce, ursprungligen Christina Therese Isabelle Jeanette Louise Bruce, född 28 december 1808 i Stockholm, död 27 januari 1885 i Visby i Gotlands län. var en svensk bokhållare, memoarförfattare och transperson.

## Biografi

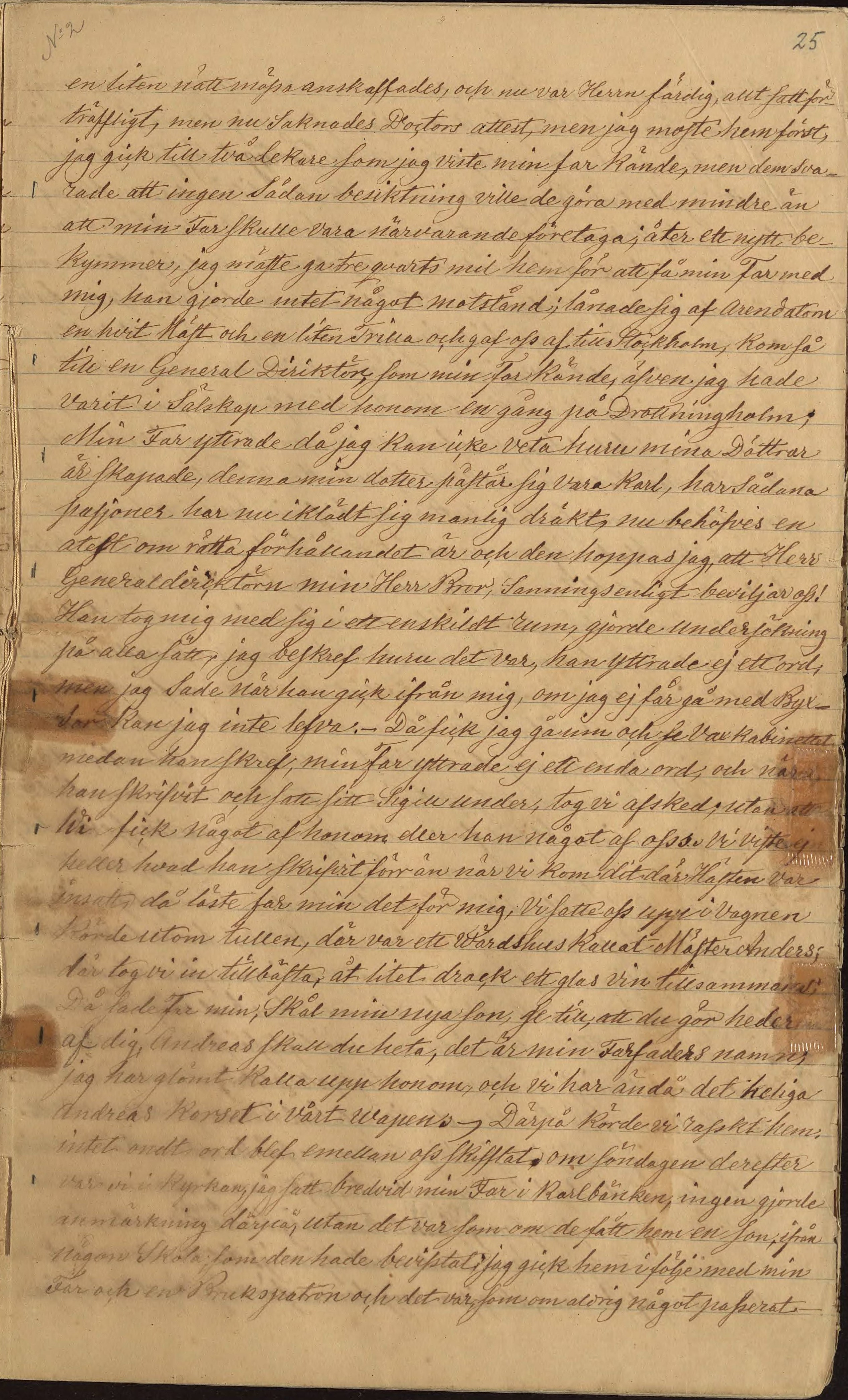
En sida ur Andreas Bruces memoarer där han beskriver läkarbesöket där intyget om kön utfärdades samt faderns första ord om Bruce som en son.

Bruces föräldrar var den adlige kammarjunkaren Adam Bruce och Fredrica Charlotta Wijnblad. Under sin uppväxt kände sig Bruce som en pojke, och kallades ofta "Lilla Fröken Herrn" på grund av sin maskulinitet: han brottades ofta med sin bror, påhejad av fadern. Familjen motsatte sig könsorienteringen. Efter ett misslyckat försök att rymma hemifrån, då hans bror hade hjälpt honom att rymma utklädd till man, tog fadern Bruce till en läkare för en fysisk undersökning vid sexton års ålder i juli 1825. Inför den klädde han sig med sin brors hjälp till man. Läkaren, Anders Johan Hagströmer, professor i anatomi och kirurgi, utfärdade ett intyg på att Bruce var en tvåkönad hermafrodit vars manliga könsdelar var mest utvecklade.
Efter detta accepterade fadern Bruce som sin son, gav honom namnen Ferdinand Andreas Edvard Bruce och lät honom leva som man, bland annat genom att öppet klä sig i manskläder och sitta på männens sida i kyrkan. Könskorrigeringen uppmärksammades och sågs som en skandal, och skrevs om i tidningar, vilket skapade en konflikt med familjen som gjorde att Bruce under diktamen av en präst lovade att lämna Stockholm och leva ett undanskymt liv. Det blev dock så småningom accepterat.
Från 1829 arbetade Bruce som man för handelsmannen och skeppsbyggaren Jacob Dubbe vid Rosendals gård i Follingbo på Gotland. Han deltog också regelbundet i mönstringen, och ska där ha utmärkt sig för sin stränga exercis, då han ville visa sin virilitet. Uppenbarligen accepterade myndigheterna detta, fram till att en doktor, enligt Bruce av personliga skäl, friställde honom från mönstringstjänst.
Bruce födde i juli 1838 en dotter. Fadern till barnet var en inspektor Lars Nyström, som hade fått reda på Bruces biologiska kön. Huruvida det handlade om en våldtäkt framgår inte, Bruce hade i övrigt endast sex med kvinnor, men enligt Bruce inträffade samlaget efter en kväll på krogen då de båda druckit sig berusade. Vid graviditetens upptäckt övergavs Bruce av Nyström och övervägde att begå självmord. Under förlossningen uppgav han sig uthärda smärtorna som en man väntades uthärda smärta. Bruce slutade sin anställning efter födelsen av dottern, Carolina, och bosatte sig sedan i Öja med sin dotter, sin sambo Maria Lindblad och dennas dotter. Han nekades att gifta sig med Lindblad, och sedan det framkom att han var biologisk mor till sin dotter, nekades han också kyrktagning och utestängdes därmed från kyrkan i tio års tid.
Bruce skrev sin egen levnadsskildring under 1870-talet, delvis i brev till dottern 1859–1881. Den uppfattas som unik som levnadsbeskrivning av en transperson på 1800-talet. Bruce har pekats ut som förebild för Tintomara i Drottningens juvelsmycke av Carl Jonas Love Almqvist. Andreas Bruce är begraven på Södra kyrkogården i Visby.